# Pureza espiritual
Pureza espiritual é um conceito amplo presente em diversas religiões ou filosofias de vida, e bastante variável de uma para outra. Em geral, pode ser definido como uma opção de vida ou de conduta ética, moral, espiritual, social, sexual, gastronômica, humana.
Para o Cristianismo a pureza é referida como uma necessidade para a realização plena de uma vida em comunhão com Deus. Várias são as passagens da Bíblia que recorrem à ideia de pureza, seja do coração, das intenções, dos pensamentos, da vida em sociedade. Herança direta da educação asceta orientada pelos essênios a Cristo, durante os anos de iniciação espiritual do Messias. [carece de fontes?]
- Passagens da Bíblia:
- Em Salmos 24:3-4: Quem subirá ao monte do Senhor, ou quem estará no seu lugar santo? Aquele que é limpo de mãos e puro de coração; que não entrega a sua alma à vaidade, nem jura enganosamente.
- Em Tito 1:15: Tudo é puro para os que são puros, mas para os corrompidos e incrédulos nada é puro; antes tanto a sua mente como a sua consciência estão contaminadas.

Na filosofia grega pré-socrática, Parmênides, um dos fundadores da Escola eleática, foi o primeiro a enunciar a necessidade de princípios intelectuais puros na condução do pensamento e do poder mental, imprescindíveis para a interação com o Uno ou Imóvel ou O Ser; Sócrates, com a busca por um ascetismo intelectual e pela enunciação do Conhece-te a ti mesmo, conhece a tua Alma. Platão herdou de seu mestre Sócrates o conceito de Verdade e sobre ele elaborou uma filosofia idealista alicerçada na conduta ética da sociedade, a qual, governada por filósofos, seria por ela orientada e com isso o Bem seria atingido em detrimento das Trevas, metaforizada no mito da caverna, segundo o qual a condição humana é de obscuridade. O estoicismo helenístico pregava uma vida asceta ou estoica, caracterizada pela interiorização e relação íntima com os ditames da Natureza ou Divindade, livre de paixões, desejos, ansiedades pessoais. O Budismo aproxima-se desse conceito quando critica o personalismo das ações humanas ou o Ego agente, que estariam na raiz do karma; igualmente o Nirvana é um estado de pureza espiritual, ocasionado pelas práticas ascéticas e pela meditação.